# Otto Bach (Mediziner)
Otto Bach (* 21. Mai 1937 in Borsdorf) ist ein deutscher Psychiater und Neurologe.

## Leben
Bach wuchs in Borsdorf auf. Er begann 1955 das Medizinstudium an der Universität Leipzig, das er 1960 mit dem Staatsexamen beendete. Es folgte 1962 seine Promotion. Parallel dazu absolvierte er von 1961 bis 1965 eine Facharztausbildung für Psychiatrie und Neurologie an der Nervenklinik in Leipzig. Er war ab 1965 im Fachbereich Neurologie/Psychiatrie der Universität Leipzig als Assistent, Facharzt und Oberarzt tätig. Er habilitierte sich 1975 mit der Schrift Über kooperative Beziehungen zwischen psychiatrischen Patienten und ihrer Umwelt.
Im Jahr 1979 wurde Bach Dozent für Psychiatrie in Leipzig. Ab 1984 war er für sechs Monate als Assistance-Professor am Medical Center Gondar der Universität in Addis Abeba in Äthiopien tätig. Im Jahr 1987 erfolgte seine Berufung zum ordentlichen Professor für Neurologie und Psychiatrie und Direktor der Klinik und Poliklinik für Psychiatrie und Neurologie an der Medizinischen Akademie Dresden. Bach war Vorsitzender und Vorstandsmitglied in verschiedenen Fachgesellschaften und von 1991 bis 1993 Rektor der Medizinischen Akademie „Carl Gustav Carus“ Dresden. Von 1993 bis zu seiner Emeritierung 2002 wirkte Bach als Professor für Psychiatrie am Universitätsklinikum bzw. der Medizinischen Fakultät der TU Dresden.
Der im Jahr 1994 erschienenen Festschrift zum 60. Geburtstag von Rainer Tölle ist unter anderem ein Beitrag von Otto Bach vorangestellt. Darin ist das sozialpsychiatrische Engagement Bachs spürbar. Kommunikation mit dem Patienten sei nur auf dessen subjektiver Ebene möglich.
2014 wurde Bach mit der Paracelsus-Medaille der deutschen Ärzteschaft ausgezeichnet.

## Schriften
- Hrsg.: Lehrbuch der Psych-Fächer: Psychotherapie, Psychosomatik, Psychiatrie und Kinder- und Jugendpsychiatrie und -psychotherapie. Barth, Heidelberg 2000, ISBN 3-8304-5060-5.
- Zus. mit Friedrich Bernhard Balck und Harald Petermann: Klinische Psychologie, medizinische Psychologie, Pathopsychologie für medizinische Fachberufe. Wiss. Scripten, Zwickau 1997, ISBN 3-928921-31-2.
- Hrsg.: Taschenbuch psychiatrischer Therapie. 2., überarb. Aufl. Thieme, Leipzig 1987, ISBN 3-7404-0037-4.
- Hrsg.: Familientherapie und Familienforschung. Hirzel, Leipzig 21982 (Beihefte zur Zeitschrift Psychiatrie, Neurologie und medizinische Psychologie; 26).
- Zus. mit Harald Petermann (Hrsg.): Komplextherapie, Dispensairebetreuung und Rehabilitation in der Psychiatrie. Barth, Leipzig 21980.